# ZUN
Джюн'я Ота (яп. 太田 順也, Гепберн: Ōta Jun'ya), також відомий за псевдонімом ZUN — японський композитор та розробник відеоігор. Відомий як розробник серії відеоігор Touhou Project, виданих ним же від імені доджін-команди Team Shanghai Alice, що складається лиш з нього самого. В жовтні 2010 року серія потрапила до Книги рекордів Гіннеса як «найбільш плідна фанатська серія шутерів». ZUN також відомий як «Каннуші Хакурей» (яп. 博麗神主, латиніз.: Hakurei Kannushi). Це ім'я він використовує у своєму акаунті у Твіттері.

## Раннє життя
ZUN народився у Хакубі 18 березня 1977 року. За його словами, він був «звичайною дитиною з села». Його перша взаємодія з відеоіграми відбулася у 5 років: він грав у ігри Game & Watch та аркадні ігри у курортних закладах Хакуби. Згодом, батьки купили йому Famicom Disk System (доповнення до Nintendo Entertainment System, що вийшло лиш у Японії). ZUN стверджував, що такі ігри, як SonSon, Super Mario Bros. та Street Fighter II справили найбільше враження на нього за цей час. Батьки ZUN-а були зайняті роботою, та сам він народився невдовзі після смерті власного діда, тому здебільшого за ним наглядала його бабуся. Вона була суворою та стежила, аби він не грав надто багато у відеоігри.
Зацікавленість ZUN-а до розробки відеоігор з'явилась, коли він був у старшій школі. Більшість ігор жанру shoot 'em up мали військову або науково-фантастичну тематику, у той час, як ZUN хотів створити гру в синтоїстській стилістиці, де головною героїнею була б міко. У школі ZUN грав у оркестрі, і спочатку хотів займатись саме написанням саундтреків до ігор. Тоді він не знав нікого, хто розробляв ігри, кому він би міг запропонувати власні саундтреки, тому він для цього почав створювати власні ігри. Приблизно у 2001, він подав заявку на участь у Comiket як музична група під назвою Shanghai Alice Ensemble, але йому відмовили.
У 2012 ZUN одружився з розробницею мобільних ігор. У них є син та донька.
ZUN полюбляє пити пиво ― за його словами, він п'є принаймні раз на день. Він створив власний сорт пива (який називали «пивом Touhou»), та писав відгуки на пиво у Comptiq. Його улюблений бренд — Kirin.

## Кар'єра
ZUN вчився в університеті Токьо-Денкі, де здобув ступінь з математики. Свою першу гру серії Touhou, «Highly Responsive to Prayers», він створив якраз в університеті. Перші п'ять ігор Touhou розроблялись для серії комп'ютерів PC-98. В нього самого була модель PC-9821. ZUN до того робив кілька ігор, одна з яких — копія Puyo Puyo, але ніколи їх не публікував, та нині вони вважаються втраченими.
Після університету, ZUN працював у Taito програмістом, з 1998 по 2007 рік. Роботу він отримав, коли показав інтерв'юеру свої ігри Touhou, після чого його одразу найняли. У роки роботи в Taito, ZUN брав участь у розробці ігор Greatest Striker, Magic Pengel: The Quest for Color, Bujingai, Graffiti Kingdom та Exit, та ще кількох ігор, що зрештою були скасовані. Він пішов з роботи, бо вона не приносила йому задоволення, та розробка Touhou вже приносила йому достатньо грошей на проживання. Та все ж коли він починав роботу над серією, він не планував, що вона стане роботою його життя.
Спочатку ігри серії Touhou розроблялись, як любительський проєкт, та невдовзі ZUN помітив, що серія стала дуже популярною. Перші ігри, які він продавав — «Highly Responsive to Prayers», та її сиквел, «The Story of Eastern Wonderland», на Comiket 1997 року. Усього він виставив на продаж 80 копій, та, на його подив, продав їх усіх. Ігри серії Touhou продавались на Comiket до 2004 року ― відтоді було засновано конвенцію Рейтайсай. Того ж року, ZUN написав «Curiosities of Lotus Asia», серію новел, що виходили у різних журналах, та були складені в антологію у 2010 році. Це був найперший канонічний писемний твір стосовно всесвіту Touhou. Перша офіційна манґа з Touhou, «Silent Sinner in Blue», була видана у 2007. Канонічні твори продовжують створюватись, як-от «Cheating Detective Satori» та «Lotus Eaters».

## Філософія розробки
ZUN критикував індустрію відеоігор за те, що у намаганні догодити ширшій аудиторії, ігри стали робитись все простішими та менш складними з механічної сторони. Втім, він зауважив, що ринок доджін-ігор дозволив нішевим жанрам, таким як даммаку, зберегтися й сьогодні.
ZUN працює самостійно: кожна гра з серії Touhou, в тому числі рушії ігор, були створені ним з нуля. Єдиним виключенням є файтинги серії, першою з яких була Immaterial and Missing Power, створена у 2003 спільно з доджін-групою Twilight Frontier. У післямові гри, ZUN зазначив, що йому не подобається керувати розробниками, та що йому самостійно планувати робочий процес «у шість разів зручніше».
У доповненні до Unfinished Dream of All Living Ghost (2023), ZUN похвалив генеративний штучний інтелект (ШІ) за його ефективність, проте зазначив, що він сам по собі просто «ефективний», та не більше. Він протиставляє ШІ, що представляє «ідеальність, неорганічність та нехтування процесом розробки на користь кінцевого результату», живим істотам, що представляють «неідеальність, органічність, та важливість процесу у роботі».
ZUN визнає, що попри значний обсяг сюжету персонажів Touhou, у грі йому приділяється мало уваги. За його словами, «даммаку ― це про взаємодію сюжету та персонажів». Крім того, він стверджував, що даммаку має бути красивим та естетично привабливим, тож саме тому більшість персонажів Touhou — жінки. ZUN вважає, що даммаку притаманний жіночий шарм, який не можна було б передати, якби персонажі були чоловіками; така кількість персонажів-жінок не повинна сприйматись, як фансервіс.